# Meryl Cassie
Pour les articles homonymes, voir Cassie.
Meryl Danielle Cassie (née le 2 avril 1984) est une actrice et chanteuse néo-zélandaise. Elle est connue pour le rôle de Ebony dans la série télévisée La Tribu.